# Пуэбла, Карлос
Ка́рлос Пуэ́бла (11 сентября 1917[…], Мансанильо, Гранма — 12 июля 1989[…], Гавана) — кубинский певец, гитарист и композитор. Он был членом старого музыкального движения «тро́ва» (es:Trova), которое специализировалось на боле́ро и национальной песне.

## Биография
Карлос Пуэбла родился в небогатой семье, работал по разным рабочим специальностям (плотник, механик, рабочий на плантациях сахарного тростника, чернорабочий, сапожник), но вскоре стал интересоваться музыкой, особенно гитарной. Карлос стал гитаристом-самоучкой, но вполне вникал в теорию музыки.
Писать музыку Карлос Пуэбла начал в 1930-х годах и пользовался определённой популярностью в родном городе. Писал песни вместе со своей группой «Лос Традисьоналес» (исп. Los Tradicionales), организованной в 1953 году. С 1962 года стал постоянным исполнителем в «Ла Бодегита дель Медио», баре-ресторане Старой Гаваны, который был любимым местом кубинских и зарубежных интеллектуалов.
Политически Пуэбла стоял за Фиделя Кастро до революции 1959 года. В 1961 году он побывал со своими музыкантами на гастролях в ряде стран. Его музыка, как и его политическая деятельность, обрекала его концерты на успех. С тех пор он называл себя Певец революции (исп. El Cantor de la Revolución). В 1965 году, в ночь после обращения Фиделя Кастро «Выступление о Че Геваре», в котором говорилось о том, что Че покинул Кубу, Карлос Пуэблa написал песню «Письмо Че», а также знаменитую песню «Hasta siempre, Comandante».
12 июля 1989 года Пуэблa скончался в Гаване после продолжительной болезни. Его прах перенесён на кладбище родного города пять лет спустя. На могиле написано: «Я простой человек, который поёт».

## Работы
Пуэбла начал писать песни сначала о любви.
С начала 1950-х Карлос пел о трудных условиях жизни и проблемах жителей Кубы при диктатуре Батисты. Его песни были серьёзными и прямыми. Революция 1959 года вдохновила его на написание новых песен, таких которые выражали доверие и любовь к новой революционной власти Фиделя Кастро.
Его самая известная песня «Hasta siempre, Comandante» была переиграна сотнями артистов со всего мира.